# Noroy-le-Bourg
Noroy-le-Bourg – miejscowość i gmina we Francji, w regionie Burgundia-Franche-Comté, w departamencie Górna Saona.
Według danych na rok 1990 gminę zamieszkiwało 506 osób, a gęstość zaludnienia wynosiła 16 osób/km² (wśród 1786 gmin Franche-Comté Noroy-le-Bourg plasuje się na 313. miejscu pod względem liczby ludności, natomiast pod względem powierzchni na miejscu 27.).